# Grande-rue Saint-Nicolas
Pour les articles homonymes, voir Rue Saint-Nicolas.
La grande-rue Saint-Nicolas (en occitan : carrièra granda de Sant Nicolau) est une voie de Toulouse, chef-lieu de la région Occitanie, dans le Midi de la France. La grande-rue Saint-Nicolas et une rue emblématique dans le quartier historique de Saint Cyprien de nos jours c’est une rue très touristique qui attire beaucoup de monde 

## Situation et accès

### Description
La grande-rue Saint-Nicolas est une voie publique. Elle traverse le quartier Saint-Cyprien.
Elle est longue de 245 mètres. 
La chaussée compte une seule voie de circulation automobile à sens unique, de la place de l'Estrapade vers la rue Charles-Viguerie. Elle appartient à une zone de rencontre et la vitesse y est limitée à 20 km/h. Il n'existe pas de piste, ni de bande cyclable, quoiqu'elle soit à double-sens cyclable.

### Voies rencontrées
La grande-rue Saint-Nicolas rencontre les voies suivantes, dans l'ordre des numéros croissants (« g » indique que la rue se situe à gauche, « d » à droite) :
1. Rue Charles-Viguerie
2. Rue Cujette (d)
3. Rue Courte (g)
4. Rue Ferrières (d)
5. Rue du Chapeau-Rouge (g)
6. Rue Antoine-Bourdelle (d)
7. Rue San-Subra (d)
8. Place de l'Estrapade (g)
9. Rue de l'Amiral-François-Galache (d)

### Transports
La grande-rue Saint-Nicolas n'est pas directement desservie par les transports en commun Tisséo. Elle est cependant parallèle à la rue de la République, parcourue par la navette Ville. À l'ouest, sur la place intérieure Saint-Cyprien, se trouve la station Saint-Cyprien – République, sur la ligne de métro , et au-delà, le long des allées Charles-de-Fitte, les arrêts des lignes de Linéo L14 et de bus 134566.
Il existe plusieurs stations de vélos en libre-service VélôToulouse dans les rues voisines de la grande-rue Saint-Nicolas : les stations no 75 (12 place Charles-Laganne) no 76 (34 rue de la République).

## Odonymie

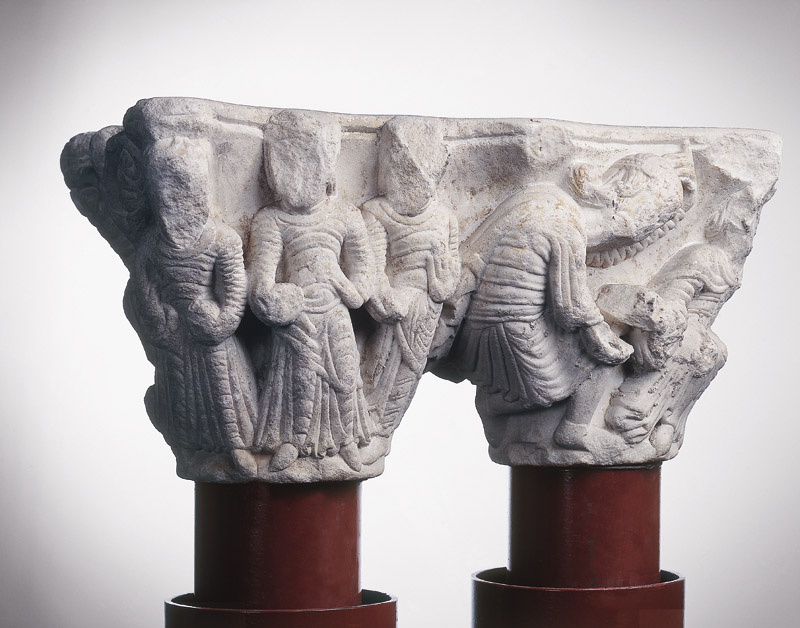
La Légende de Saint Nicolas, chapiteau de l'abbaye Saint-Paul de Narbonne (XIIe siècle, musée des Augustins).

La grande-rue Saint-Nicolas porte, depuis le XVe siècle au moins, le nom de l'église Saint-Nicolas, église paroissiale du faubourg Saint-Cyprien, qu'elle longe au sud. Le nom de ce saint se retrouve d'ailleurs également à la même période et jusqu'au XVIIe siècle : elle est citée comme la carraria maiori Sancti Cipriani en latin médiéval ou la carrièra mage de Sant Subra en occitan médiéval. Il s'est conservé désormais pour une rue voisine, la rue San-Subra.
Les mentions les plus anciennes de la rue, au XIIe siècle, lui attribuent le nom de rue des Auberges-du-Pont, qu'elle devait probablement à la proximité d'auberges qui se trouvaient proches du pont de la Daurade, auquel aboutissait la rue avant la construction des bâtiments de l'hôtel-Dieu Saint-Jacques au XVIIe siècle. En 1794, pendant la Révolution française, on attribua à la rue l'appellation de rue Économique, mais elle ne subsista pas.

## Patrimoine et lieux d'intérêt

### Église Saint-Nicolas
Classé MH (1986). 

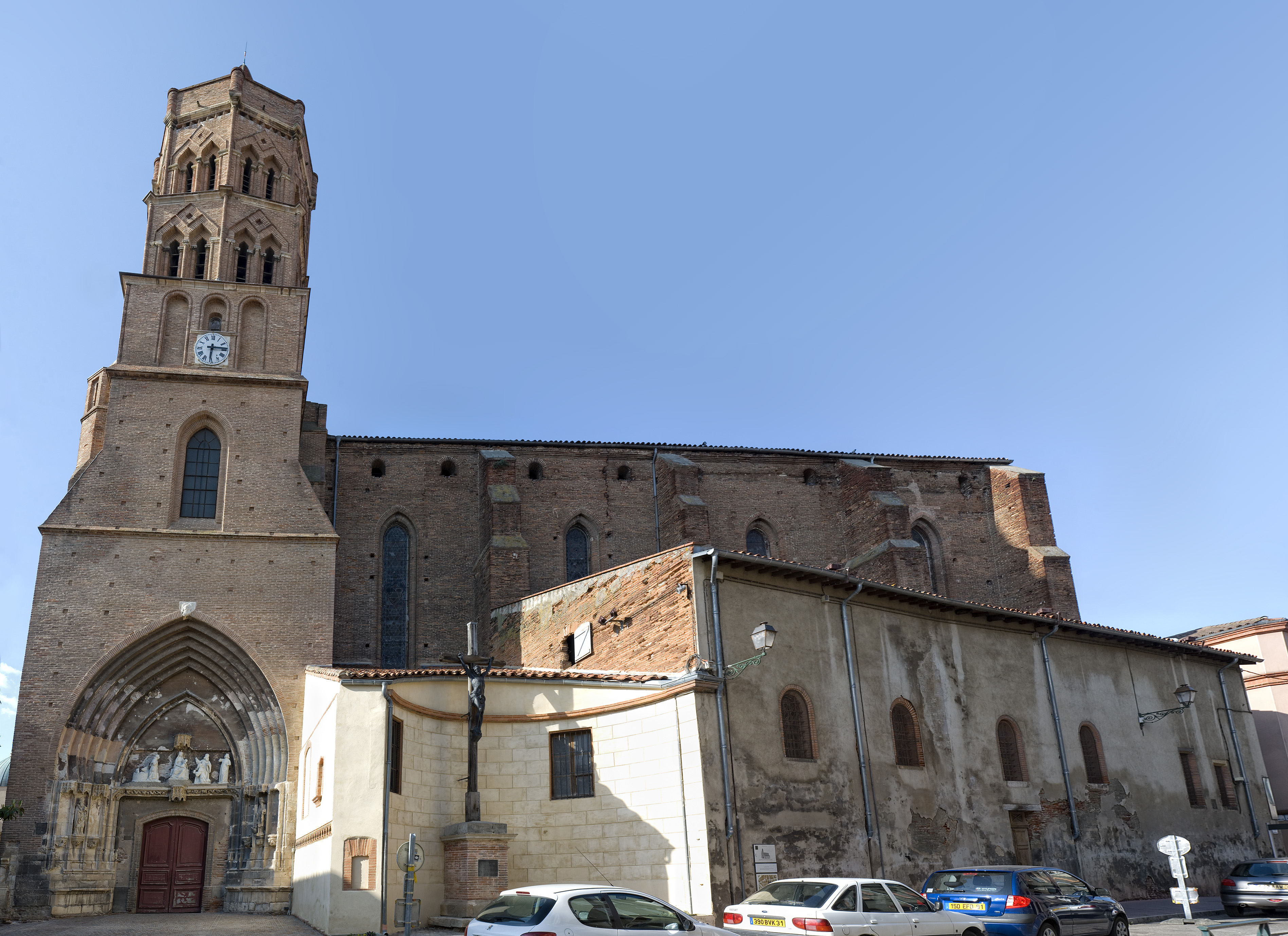
Vue d'ensemble en 2008.

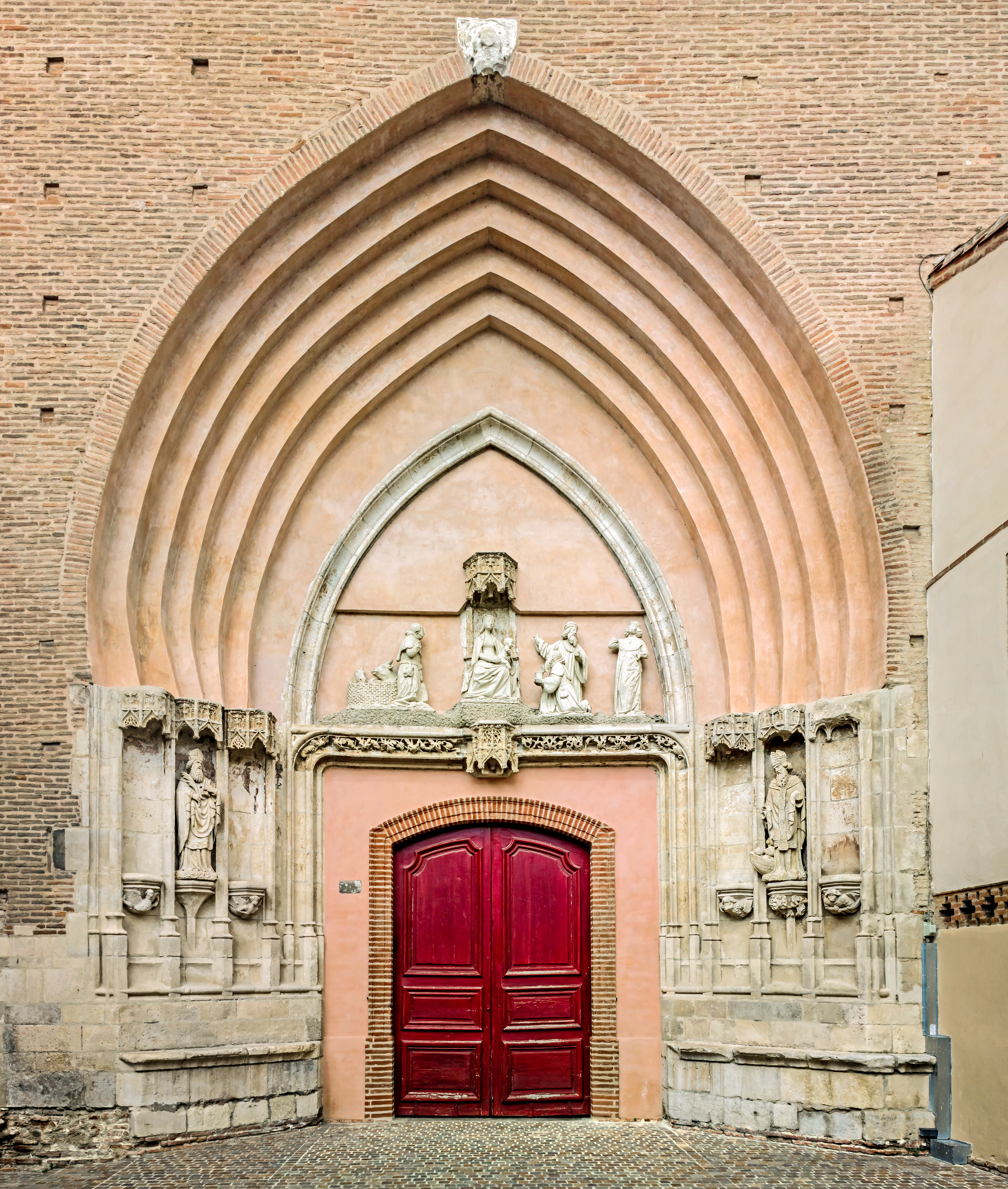
Le portail sud.

L'église Saint-Nicolas, construite aux XIVe et XVe siècles, est un exemple de l'architecture gothique méridionale. Elle est placée sous l'invocation de saint Nicolas, protecteur des marins. Une première église romane est élevée à la fin du XIIe siècle : de cette construction primitive sont conservées la base quadrangulaire du clocher, les fenêtres à la hauteur des voûtes, ainsi qu'un chapiteau à l'angle de la rue Antoine-Bourdelle.
Un siècle plus tard, à la fin du XIIIe siècle, de nouveaux travaux sont engagés pour la construction d'une nouvelle église de style gothique. La nef est voûtée d'ogives vers 1300 et l'église est achevée dans les années 1330-1350. À la fin du XVe siècle, l'église fait l'objet d'une importante campagne de travaux, comme en témoignent les armes de l'archevêque Bernard du Rosier, qui figurent sur la clef de voûte de la première travée. Les chapelles latérales sont construites par l'architecte Jean Constantin. Le portail principal, situé sur le côté sud du clocher, est percé à la même époque. Il est orné d'un tympan, décoré d'un groupe sculpté attribué à l'atelier de Pierre Viguier. Les sculptures sont taillées dans un calcaire fin et gélif de Roquefort-sur-Garonne, Boussens et Belbèze-en-Comminges. Mais, à la suite de la destruction du porche en 1826, elles souffrent des intempéries et de la pollution, qui ont amené à déposer l'ensemble au début des années 1980, dans la deuxième chapelle du côté sud. 
L'église abrite un riche décor intérieur. Le chœur est décoré au cours du XVIIIe siècle sous la direction du sculpteur Étienne Rossat et du peintre Jean-Baptiste Despax. Le retable réutilise des bas-reliefs et des sculptures de Nicolas Bachelier, placés dans le chœur en 1554. Dans la nef, l'abbé Tournamille, directeur du cercle catholique ouvrier de Saint-Cyprien, fait appel au peintre toulousain Bernard Bénézet, qui réalise entre 1891 et 1894 un cycle de peintures murales sur la vie de saint Nicolas, achevé par son élève, Léon Cazelles. Une campagne de restauration menée entre 2013 et 2015 a découvert des peintures murales dans l'une des chapelles, datées de la deuxième moitié du XVIe siècle, représentant la Passion du Christ. L'orgue, qui date des années 1844-1845, provient de la maison Daublaine Callinet.

### Immeubles
- no  33 : ancienne usine de chocolat Olivier.
Dans la deuxième moitié du XIXe siècle, l'industriel Hippolyte Olivier est à la tête d'une confiserie-chocolaterie[8]. Les bâtiments de l'usine et son domicile se répartissent sur une vaste parcelle entre la place Hippolyte-Olivier (actuel no 13), la rue du Chapeau-Rouge (actuels no 1-1bis) et la grande-rue Saint-Nicolas. Le bâtiment qui s'élève à l'angle des deux dernières est construit après 1919, sur les plans de l'architecte Jacques Lacassin, probablement pour abriter l'usine de chocolat. Il se compose de plusieurs corps, de hauteur et d'élévation différentes, organisés autour d'une cour intérieure[9].

- no  35 : immeuble.
L'immeuble, construit entre la grande-rue Saint-Nicolas et la place Hippolyte-Olivier (actuel no 16), présente sur la première une large façade de neuf travées. Le rez-de-chaussée est percé d'une porte encadrée par plusieurs ouvertures de boutique : deux arcades en brique, à droite, et deux arcades en pierre, à gauche. Ces deux dernières sont moulurées et datent probablement d'un état ancien du bâtiment, sans doute au XVIIe siècle. Les étages, séparés par un cordon, ont été modifiés au XIXe siècle. Dans la cour intérieure, les élévations sont semblables. La porte est surmontée d'un médaillon en pierre qui porte l'inscription IHS et le motif de la croix[10].